# St. Nikolaus (Königsfeld)

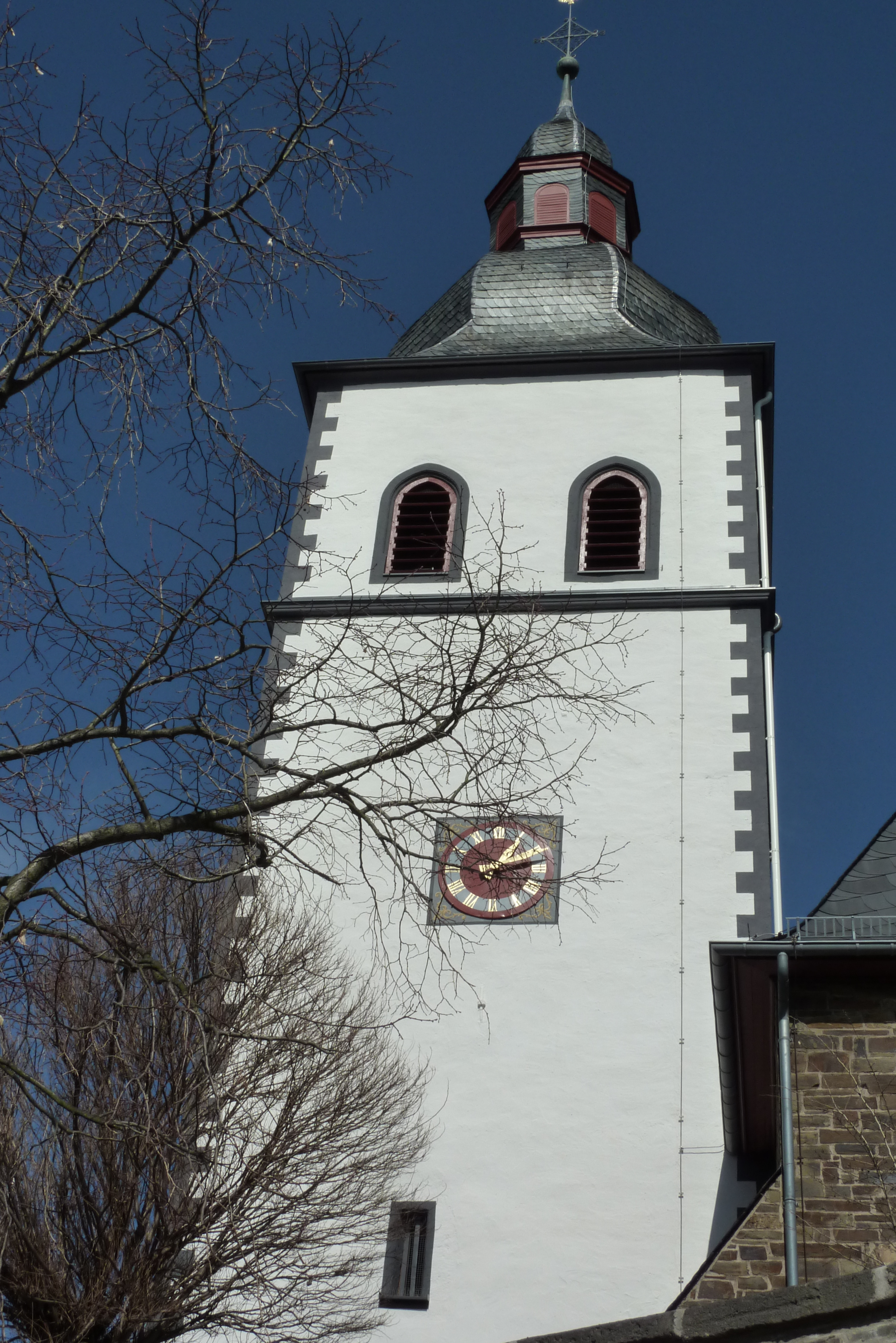
Kirche St. Nikolaus in Königsfeld, Westturm

Die katholische Kirche St. Nikolaus in Königsfeld, einer  Ortsgemeinde im Landkreis Ahrweiler in Rheinland-Pfalz, wurde 1912 unter Beibehaltung von Teilen der alten Kirche errichtet.

## Geschichte

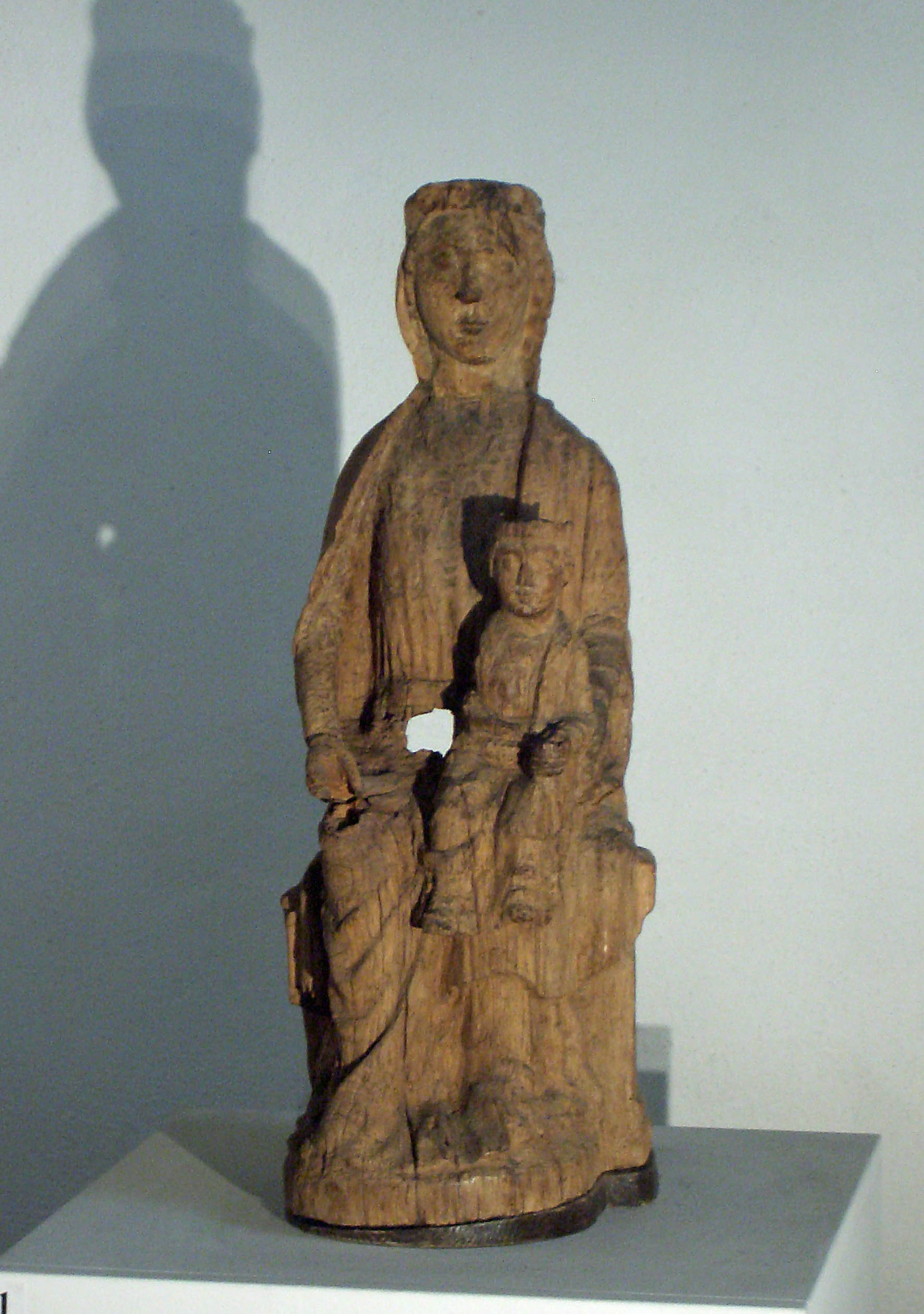
Madonna mit dem Jesuskind
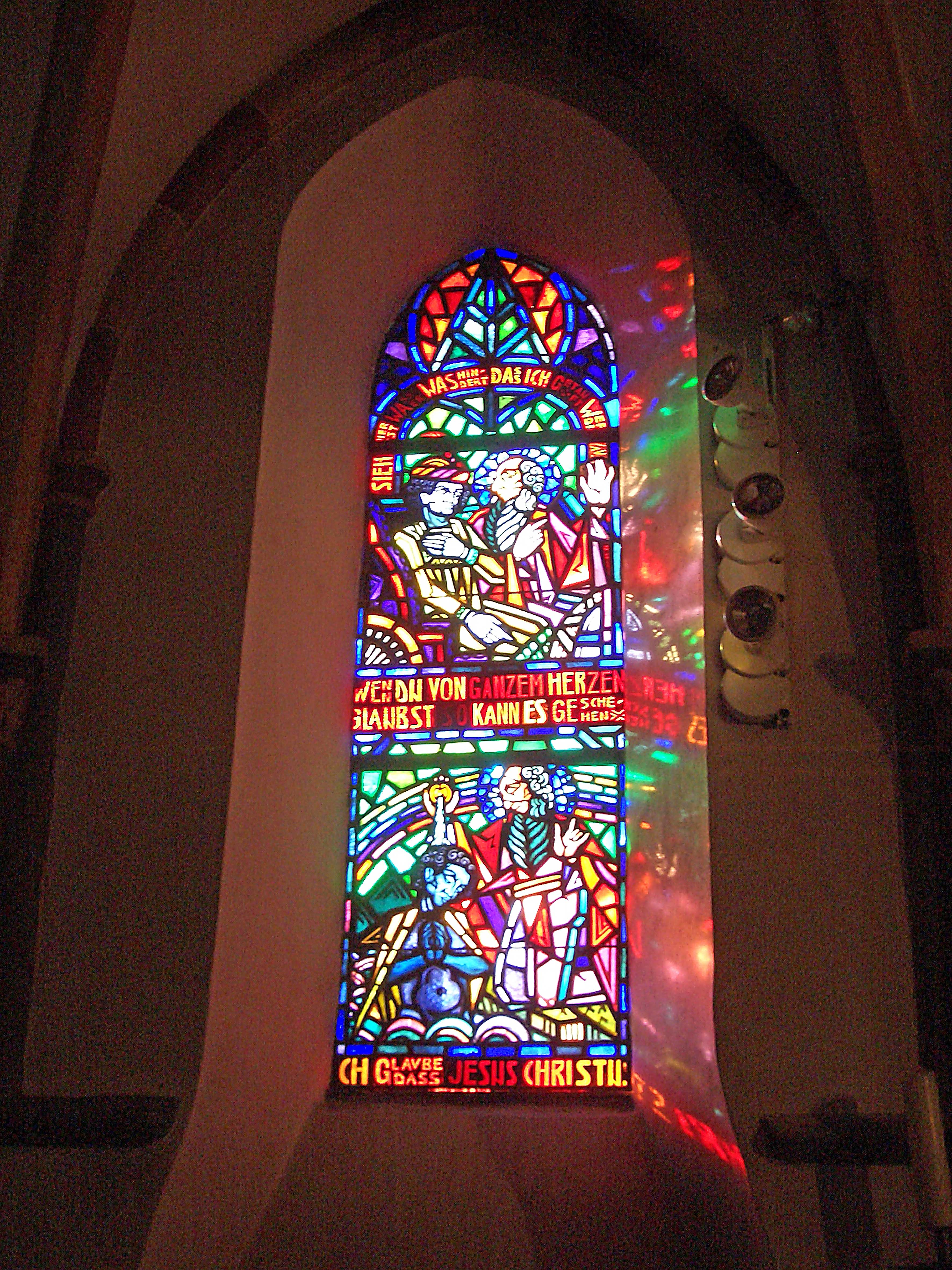
Buntglasfenster der Kirche

Die Pfarrkirche in Königsfeld, die dem heiligen Nikolaus geweiht ist, besitzt noch Teile aus dem 13. Jahrhundert und einen stattlichen Westturm. Bereits 1226 übertrug König Heinrich VII. dem Gerhard von Landskron die Patronatsrechte über Königsfeld.
Die Kirche  war ursprünglich eine dreijochige Basilika mit flacher Holzdecke. Der Turm aus dieser Zeit musste jedoch nach dem Stadtbrand 1710 teilweise erneuert werden. Auch der alte Chor mit dem unteren Teil des Altars stammt aus der ersten Hälfte des 13. Jahrhunderts. Unter dem Chor befindet sich seit 1602 die Gruft der Herren von Bassenheim.
Das gotische Sakramentshäuschen links neben dem Altar stammt aus dem 15. Jahrhundert. In der ehemaligen Sakristei von 1497 ist u. a. die Königsfelder Madonna aus der ersten Hälfte des 13. Jahrhunderts ausgestellt.
Im Jahr 1912 wurde im neugotischen Stil das neue Hauptschiff unter der Leitung des Trierer Architekten Peter Marx erbaut.